# Pete and the Pirates
I Pete and the Pirates sono stati una band indie rock britannica, i cui membri provengono da Reading. La formazione del gruppo prevede il cantante Thomas Sanders, il cantante e chitarrista Peter Hefferan, il chitarrista David Thorpe, il bassista Peter Cattermoul ed il batterista Jonny Sanders.

## Storia

### Gli inizi e gli EP (2004-2007)
I fratelli Thomas e Jonny Sanders crebbero suonando musica assieme, fin dalla giovane età. Jonny suonò, successivamente, in una band assieme al chitarrista David Thorpe, ai tempi della scuola superiore. Dopo che tutti e tre lasciarono la scuola, incontrarono Peter Cattermoul e Peter Hefferan, che suonavano assieme già da diverso tempo. Inizialmente, la formazione del gruppo non prevedeva Thomas Sanders alla voce, poiché era Peter Hefferan ad essere il frontman.
Dopo la costituzione, la band suonò in diversi show nei dintorni di Reading. La Stolen Recordings mise poi il gruppo sotto contratto e, pochi mesi dopo, i ragazzi si ritrovarono in studio per incidere il loro primo extended play. L'EP, intitolato Get Even, fu limitato a 500 copie numerate, con tutte le copertine lavorate a mano.
Nel 2006, Thomas Sanders si unì al gruppo e la nuova formazione si mise al lavoro per un nuovo EP, intitolato Wait, Stop, Begin. Le canzoni contenute in questo lavoro finiranno poi nel primo album della band, Little Death. Il 25 agosto 2007, i ragazzi suonarono al Reading Festival e su questo evento scrisse un articolo il periodico New Musical Express.

### Little Death (2008-2010)
A giugno 2007, il gruppo pubblicò il suo primo singolo, Come On Feet. Il primo album, Little Death, fu prodotto da Gareth Parton e fu messo in commercio il 17 febbraio 2008. Fu recensito dal New Musical Express come un "perfetto album pop, senza pretese". La band fece poi da supporto a diversi concerti dei Maxïmo Park, Vampire Weekend, Pigeon Detectives e Gossip.

### One Thousand Pictures (2011-oggi)
Il secondo album, One Thousand Pictures, fu prodotto da Brendan Lynch e fu commercializzato nel Regno Unito il 23 maggio 2011. Il primo singolo estratto fu Come to the Bar, il 14 marzo. Il secondo fu invece United, il 16 maggio 2011.

## Discografia

### Album in studio
- 2008 - Little Death
- 2011 - One Thousand Pictures

### EP
- 2005 - Get Even
- 2006 - Wait, Stop, Begin